# Championnats de France d'athlétisme 2011
Navigation
Championnats 2010 Championnats 2012
Les Championnats de France d'athlétisme « Élite » 2011 ont eu lieu du 28 au 30 juillet 2011 au Stadium municipal d'Albi.

## Programme
Quarante épreuves figurent au programme de ces championnats de France 2011 (20 masculines et 20 féminines).
| Finales | 28 juillet                                                                                    | 29 juillet                                                                                          | 30 juillet |
| ------- | --------------------------------------------------------------------------------------------- | --------------------------------------------------------------------------------------------------- | --- |
| Hommes  | Lancer du marteau Relais 4 × 100 m 5 000 m                                                    | 10 000 m marche Lancer du javelot Triple saut Lancer du poids 100 m 1 500 m Décathlon               | Lancer du disque Saut en hauteur Saut à la perche 400 m haies Saut en longueur 800 m 110 m haies 3 000 m steeple 200 m 400 m |
| Femmes  | Lancer du javelot 5 000 m Saut en longueur 3 000 m steeple Lancer du marteau Relais 4 × 100 m | 10 000 m marche Saut en hauteur Lancer du poids 800 m Saut à la perche 100 m haies 100 m Heptathlon | Triple saut 400 m haies 1 500 m 400 m Lancer du disque 200 m                                                                 |

## Faits marquants
Christophe Lemaitre remporte son deuxième titre consécutif de champion de France du 100 mètres en améliorant de trois centièmes de secondes son propre record de France dans le temps de 9 s 92 (+2,0 m/s). 
Les sprinteuses Véronique Mang et Myriam Soumaré, deuxième et troisième du 100 m féminin en respectivement 11 s 11 et 11 s 17 derrière la Gabonaise Ruddy Zang-Milama, améliorent leurs records personnels et réalisent les minima qualificatifs pour les Championnats du monde de Daegu.

## Résultats

### Hommes
| Épreuves                    | Or | Argent                                  | Bronze                             |
| --------------------------- | --- | --------------------------------------- | ---------------------------------- |
| 100 m Vent : +2,0 m/s       | Christophe Lemaitre 9 s 92 (NR)                                                                           | Jimmy Vicaut 10 s 07 (PB)               | Martial Mbandjock 10 s 17          |
| 200 m Vent : +2,3 m/s       | Christophe Lemaitre 20 s 08                                                                               | Martial Mbandjock 20 s 59               | Teddy Tinmar 20 s 62               |
| 400 m                       | Yannick Fonsat 46 s 00                                                                                    | Teddy Venel 46 s 15                     | Nicolas Fillon 46 s 16             |
| 800 m                       | Jeff Lastennet 1 min 50 s 03                                                                              | Pierre-Ambroise Bosse 1 min 50 s 25     | Brice Panel 1 min 50 s 50          |
| 1 500 m                     | Florian Carvalho 3 min 54 s 35                                                                            | Yohan Durand 3 min 54 s 59              | Jamale Aarrass 3 min 54 s 63       |
| 5 000 m                     | Hassan Hirt 13 min 58 s 11                                                                                | Denis Mayaud 13 min 59 s 38             | Stéphane Lefrand 14 min 01 s 63    |
| 10 000 m marche             | Yohann Diniz 38 min 44 s 97                                                                               | Kévin Campion 40 min 14 s 14            | Cédric Houssaye 40 min 59 s 97     |
| 110 m haies Vent : +4,1 m/s | Dimitri Bascou 13 s 26                                                                                    | Bano Traoré 13 s 68                     | Thomas Delmestre 13 s 74           |
| 400 m haies                 | Adrien Clemenceau 50 s 15                                                                                 | Héni Kechi 50 s 19                      | Hugo Grillas 50 s 22               |
| 3 000 m steeple             | Bouabdellah Tahri 8 min 34 s 29                                                                           | Vincent Zouaoui-Dandrieux 8 min 35 s 34 | Noureddine Gezzar 8 min 37 s 96    |
| Relais 4 × 100 m            | Athlétique sport aixois : Manuel Reynaert Christophe Lemaitre Pierre-Alexis Pessonneaux Ryan Aifa 39 s 55 | ES Montgeron 40 s 60                    | Grand Angoulême Athlétisme 40 s 77 |
| Saut en hauteur             | Mickaël Hanany 2,26 m                                                                                     | Fabrice Saint-Jean 2,22 m               | Mathias Cianci 2,22 m              |
| Saut à la perche            | Romain Mesnil 5,73 m                                                                                      | Jérôme Clavier 5,53 m                   | Damiel Dossevi 5,53 m              |
| Saut en longueur            | Kafetien Gomis 8,22 m (+4,0 m/s)                                                                          | Salim Sdiri 8,13 m (+3,7 m/s)           | Benoit Maxwell 8,06 m (+3,8 m/s)   |
| Triple saut                 | Karl Taillepierre 17,01 m                                                                                 | Gaëtan Saku Bafuanda 16,82 m            | Colomba Fofana 16,76 m             |
| Lancer du poids             | Gaëtan Bucki 19,53 m                                                                                      | Tumatai Dauphin 19,19 m                 | Frédéric Dagée 17,92 m             |
| Lancer du disque            | Jean-François Aurokiom 59,04 m                                                                            | Stéphane Marthely 58,01 m               | Lolassonn Djouhan 57,66 m          |
| Lancer du marteau           | Frederick Pouzy 74,31 m                                                                                   | Jérôme Bortoluzzi 73,63 m               | Quentin Bigot 71,79 m              |
| Lancer du javelot           | Laurent Dorique 72,98 m                                                                                   | Jérôme Haeffler 72,72 m                 | Jean-Baptiste Arnaud 72,06 m       |
| Décathlon                   | Romain Barras 8 117 pts                                                                                   | Florian Geffrouais 7 932 pts            | Jérémy Lelièvre 7 444 pts          |

### Femmes
| Épreuves                    | Or                                 | Argent                               | Bronze                                |
| --------------------------- | ---------------------------------- | ------------------------------------ | ------------------------------------- |
| 100 m Vent : +1,4 m/s       | Véronique Mang 11 s 11             | Myriam Soumaré 11 s 17               | Carima Louami 11 s 28                 |
| 200 m Vent : + 5,0 m/s      | Myriam Soumaré 22 s 86             | Lina Jacques-Sébastien 22 s 99       | Johanna Danois 23 s 00                |
| 400 m                       | Elea Mariama Diarra 53 s 01        | Marie Gayot 53 s 04                  | Muriel Hurtis 53 s 40                 |
| 800 m                       | Clarisse Moh 2 min 03 s 61         | Fanjanteino Felix 2 min 03 s 67      | Jennifer Lozano 2 min 03 s 79         |
| 1 500 m                     | Hind Dehiba 4 min 08 s 17          | Fanjanteino Felix 4 min 19 s 87      | Jennifer Lozano 4 min 21 s 39         |
| 5 000 m                     | Christelle Daunay 16 min 03 s 64   | Clémence Calvin 16 min 10 s 27       | Christine Bardelle 16 min 27 s 22     |
| 10 000 m marche             | Sylwia Korzeniowska 46 min 21 s 67 | Christine Guinaudeau 46 min 45 s 47  | Émilie Menuet 49 min 17 s 14          |
| 100 m haies Vent : +1,0 m/s | Sandra Gomis 12 s 93               | Cindy Billaud 13 s 05                | Adrianna Lamalle 13 s 07              |
| 400 m haies                 | Phara Anarchasis 57 s 61           | Sylvaine Derycke 58 s 37             | Cécile Bernaleau 58 s 80              |
| 3 000 m steeple             | Sophie Duarte 10 min 00 s 70       | Élodie Olivares 10 min 07 s 35       | Hassna Taboussi 10 min 20 s 33        |
| Relais 4 × 100 m            | AC Paris-Joinville 46 s 62         | EA Cergy-Pontoise athlétisme 46 s 70 | Grand Angoulême athlétisme 47 s 10    |
| Saut en hauteur             | Melanie Melfort 1,89 m             | Nina Manga 1,80 m                    | Sandrine Champion Lucie Morand 1,77 m |
| Saut à la perche            | Maria Ribeiro-Tavares 4,50 m       | Marion Lotout 4,50 m                 | Télie Mathiot 4,30 m                  |
| Saut en longueur            | Éloyse Lesueur 6,62 m              | Élysée Vesanes 6,52 m                | Antoinette Nana Djimou 6,47 m         |
| Triple saut                 | Nathalie Marie-Nely 14,18 m        | Amy Zongo-Filet 13,77 m              | Vanessa Gladone 13,70 m               |
| Lancer du poids             | Jessica Cérival 16,92 m            | Marie-Patrice Calabre 14,87 m        | Coralie Glatre 14,64 m                |
| Lancer du disque            | Mélina Robert-Michon 57,37 m       | Irène Donzelot 54,93 m               | Christelle Bornil 53,02 m             |
| Lancer du marteau           | Manuela Montebrun 69,06 m          | Jessika Guehaseim 67,42 m            | Stéphanie Falzon 67,04 m              |
| Lancer du javelot           | Nadia Vigliano 55,59 m             | Sephora Bissoly 55,00 m              | Alexia Kogut-Kubiak 54,87 m           |
| Heptathlon                  | Blandine Maisonnier 5 870 pts      | Gabriella Kouassi 5 706 pts          | Aurélie Chaboudez 5 660 pts           |